# 方文彬故居
方文彬故居，位于中华人民共和国浙江省衢州市常山县天马街道、金川街道，是浙江省省级文物保护单位之一。
2017年1月19日，方文彬故居被列入第七批浙江省文物保护单位，该文物保护单位是一座古建筑。